# Arxiu Històric del Poblenou
L'Arxiu Històric del Poblenou (AHPN) és una associació de voluntaris, dedicada a la recerca, arxiu i difusió de dades i documents (textos i imatges) sobre el barri del Poblenou, a Barcelona.

## Història
L'Arxiu el van crear tres joves estudiants el 1976 i molt aviat s'hi van integrar l'escriptor i periodista Josep Maria Huertas Claveria i en Manuel Arranz, historiador, professor i arxiver. La seva primera seu va ser a l'Ateneu Popular La Flor de Maig. El 1991, l'Arxiu es va traslladar al centre cívic Can Felipa, on va romandre trenta anys fins que el 2021 s'instal·là a la Casa de les Vàlvules de la Torre de les Aigües del Besòs. El 2022 el president era l'arquitecte Jordi Fossas.

## L'edifici
El 1994, en marxar MACOSA del Poblenou, tant la Torre de les Aigües del Besòs, obra de l'arquitecte Pere Falqués, com la Casa de les Vàlvules, que estaven dins dels terrenys de l'antiga fàbrica de Can Girona, van quedar abandonades, malgrat que eren ja de titularitat municipal i estaven incloses en el Catàleg del Patrimoni de Barcelona.
L'any 2012, la Torre va complir 130 anys i l'Arxiu ho va celebrar amb una separata de la revista Icària (número 17) on s'explica la història de l'edifici i la fallida de l'empresa que el va fer construir. Aquell mateix any, l'Ajuntament va proposar a l'Arxiu cedir la casa de les Vàlvules com a seu de l'entitat a canvi de gestionar la Torre i les visites guiades. El 22 de març del 2014, després d'anys de rehabilitació, es va inaugurar la Torre amb l'assistència de l'alcalde Xavier Trias. Aigües de Barcelona va aportar-hi 3 milions d'euros i l'Ajuntament, 300.000 euros. El projecte i el seguiment de l'obra van anar a càrrec de l'arquitecte Antoni Vilanova, i aquell mateix es va signar un conveni entre l'Arxiu i l'Ajuntament, d'acord amb el qual l'entitat gestiona i fa el manteniment de la Torre. El 2016, quan l'Arxiu va celebrar el seu quarantè aniversari, l'Ajuntament va aprovar un pressupost de 300.000 euros per les obres, que s'havien d'acabar el 2017, però que es van endarrerir encara quatre anys més en part a causa de la Pandèmia de COVID-19.

## Arxiu

### Fons
L'entitat disposa d'un fons documental sobre el barri del Poblenou. El 2022 tenia unes 21.000 fotografies.

### Publicacions
L'Arxiu publica la revista Icària, que té una periodicitat anual. Els darrers números es poden comprar a les llibreries del Poblenou o a la seu de l'Arxiu.

### Premis
El 1993 l'Arxiu va rebre el Premi Bonaplata, que concedeix l'Associació de Museus de la Ciència i de la Tècnica i de l'Arqueologia Industrial de Catalunya, en l'apartat de difusió. El 2009 va rebre aquest mateix guardó, per segona vegada, pel llibre Fet al Poblenou.